# Nami (One Piece)
Nami (nami Nami), sobrenomenada Gata Lladre (泥棒猫 Dorobō Neko), és un personatge de ficció de la franquícia One Piece creada per Eiichiro Oda. Es basa en Ann i Silk, dos personatges del manga anterior d'Oda, Romance Dawn. Es presenta com una lladre lladre especialitzada en pirates i carterista que posseeix habilitats cartogràfiques, meteorològiques i de navegació. Al principi, és una subordinada de l'home peix Arlong, però finalment és alliberada d'aquest servei i s'uneix permanentment a Monkey D. Ruffy per complir el seu somni de crear un mapa complet de la Grand Line. Navegant dels Pirates del Barret de Palla, així com una de les protagonistes principals de la sèrie. És el tercer membre de la tripulació i la segona a unir-se, fent-ho oficialment durant l'arc d'Arlong Park.
Era anteriorment un membre dels Pirates d'Arlong i es va afiliar als de Barret de Palla per robar-los, però es va unir oficialment després de rebel·lar-se contra Arlong i la seva posterior derrota a mans de Luffy. Actualment, posseeix una recompensa de 66.000.000 berris.

## Concepció i creació
Nami es va basar en dos dels personatges anteriors d'Eiichiro Oda anomenats Silk i Ann, del seu manga d'un sol cop Romance Dawn. En aquestes històries, Silk i Ann no tenien pares i tenien un passat tràgic. Oda va dissenyar la Nami com una noia humana. Al principi, l'Oda volia que la Nami fes servir una destral gran, però la va substituir per una arma basada en pal. En un concepte primerenc dels barrets de palla, Nami era l'única dona de la tripulació.
La Nami està de moda i el seu estil canvia al llarg de One Piece. Va ser presentada per primera vegada amb una camisa de ratlles blanques i blaves, una minifaldilla taronja i unes botes taronges. Al llarg de la sèrie, se sol veure a Nami amb una camisa o una part superior de bikini, una faldilla i sandàlies de taló alt. Segons Eiichiro Oda, la manera de vestir de la Nami, és amb roba de noi (abans de l'arc de 3DX2Y). La Nami sovint porta tatuatges blaus al llarg de la sèrie; el primer és un símbol de la tripulació d'Arlong que després es retira i es substitueix per un símbol d'una mandarina i un molinet al bíceps esquerre. Finalment, la Nami comença a portar arracades i té els cabells, una vegada amb prou feines fins a les espatlles, que li creixen fins a la meitat de l'esquena, mentre que normalment porta tops de bikini amb texans blaus. Pel que fa a la seva aparença ètnica, Oda va revelar que s'imagina que Nami és de nacionalitat sueca, encara que en un context del món real.

## Característiques
La Nami té diverses habilitats. Pot explicar els canvis climàtics i dibuixar cartes marines. També és una carterista. Durant la primera part de la sèrie, Nami posseeix un bastó bo de tres seccions fins que l'Usopp crea una variació del seu bastó, coneguda com el Clima-Tact (天候棒, Kuraima Takuto, rebatejat com a "Climate Baton" a la traducció del manga de Viz Media i " Weather Forcer" al doblatge d'anime de 4Kids), que pot controlar el temps a voluntat. Més tard, Usopp millora la seva arma a Perfect Clima-Tact (完全版 "天候棒", Pāfekuto Kurima Takuto, rebatejada "Perfected Climate Baton" a la traducció del manga de Viz Media i "Complete Clima-Tact" al doblatge d'anime de Funimation), utilitzant Marca per augmentar els seus atacs.
Finalment, la Nami afegeix el Sorcery Clima-Tact (Sorcery Climate Baton al manga Viz i als submarins Funimation) amb la tecnologia de Weatheria, que no només ha millorat les habilitats, sinó que també es pot utilitzar per a altres usos com produir Milky Clouds per muntar. a través. Igual que amb el seu bastó original, aquestes tres armes també són tri-seccions. Més tard, l'Usopp li dona a la Nami un model millorat de Sorcery Clima-Tact que ella volia que fes (que va fer que en Franky l'ajudés una mica). Utilitzant els coneixements que va adquirir durant el salt de temps amb els Pop Greens a base de plantes, l'Usopp va combinar això amb la tecnologia Weatheria que li va proporcionar Nami i va dissenyar el nou Sorcery Clima-Tact perquè fos més petit i més compacte que els models anteriors. En lloc d'això, utilitza les habilitats de creixement dels Pop Greens perquè el personal s'estengui i es contrau, mitjançant l'ús d'esprémer o alliberar el mànec. Aquesta millora també permet que la Nami pugui atacar directament amb el seu bastó des de la distància. Més tard, Nami es va unir amb Zeus, còmplice basat en els núvols de Big Mom, que finalment el va obligar a convertir-se en el seu servent, i actualment forma part del seu arsenal, ara vivint dins del seu Clima-Tact. Tot i que el cos de Zeus va ser destruït més tard pel seu antic mestre, la seva ànima va poder sobreviure i ara s'ha fusionat completament amb el Clima-Tact, millorant-ne les capacitats i donant-li habilitats per canviar la forma, com ara transformar-la en una maça.